# András Baka
András Baka (ur. 11 grudnia 1952 w Budapeszcie) – węgierski prawnik, nauczyciel akademicki, reprezentujący Węgry sędzia Europejskiego Trybunału Praw Człowieka (1991–2008), prezes Sądu Najwyższego Węgier (2009–2012).

## Życiorys
W latach 1973–1978 odbył studia na Wydziale Prawa Uniwersytetu Eötvös Loránd w Budapeszcie. Tam też otrzymał stopień naukowy doktora. Habilitację uzyskał w 1988 w Węgierskiej Akademii Nauk. Od 1978 do 1990 był zatrudniony w Instytucie Nauk Prawnych i Administracyjnych Węgierskiej Akademii Nauk. W 1989 rozpoczął pracę jako profesor prawa konstytucyjnego w Krajowej Szkole Administracji Publicznej, której rektorem został w 1990, a funkcję tę pełnił do 1998. Był ekspertem parlamentu węgierskiego i węgierskiego ministerstwa sprawiedliwości oraz adwokatem. W latach 1991–2008 był reprezentującym Węgry sędzią Europejskiego Trybunału Praw Człowieka. 22 czerwca 2009 został wybrany przez parlament węgierski na stanowisko prezesa Sądu Najwyższego na 6-letnią kadencję (do 22 czerwca 2015). Z urzędu objął także funkcję przewodniczącego Krajowej Rady Sprawiedliwości, do zadań której należy m.in. opiniowanie projektów ustaw dotyczących sądownictwa. Wykonując obowiązki w tym zakresie poddał krytyce przygotowane przez drugi rząd Viktora Orbána projekty zmian w ustroju państwa, w tym wprowadzenie nowych regulacji konstytucyjnych dotyczących sądownictwa, przewidujących m.in. obniżenie wieku emerytalnego sędziów z 70. do 62. roku życia. Po uchwaleniu przez parlament w kwietniu 2011 Prawa Zasadniczego Węgier, która m.in. zniosła dotychczasowy Sąd Najwyższy (Legfelsőbb Bíróság) zastępując go organem o nazwie Kúria. Mandat dotychczasowego prezesa SN został wygaszony. András Baka pozbawiony został możliwości ubiegania się o stanowisko prezesa Kúrii, m.in. ze względu na obowiązywanie nowego wymogu posiadania minimum 5-letniego zatrudnienia na stanowisku sędziego na Węgrzech. Nowe regulacje pozbawiły go też uprawień przysługujących sędziom w stanie spoczynku oraz zamknęły drogę sądową w przedmiocie ochrony naruszonych praw. 14 marca 2012 András Baka złożył skargę przeciwko Węgrom w Europejskim Trybunale Praw Człowieka. W wyroku z maja 2014 w sprawie Baka przeciwko Węgrom Trybunał stwierdził naruszenie art. 6 i 10 Europejskiej Konwencji Praw Człowieka przez to, że nowe prawodawstwo odebrało skarżącemu prawa do sądu oraz spowodowało naruszenie przysługującej mu swobody wypowiedzi. Rząd węgierski zaskarżył wyrok z 2014 do Wielkiej Izby Trybunału. Wielka Izba wydając wyrok 23 czerwca 2016 potwierdziła poprzednie rozstrzygnięcie Trybunału i stwierdziła, że Węgry naruszyły prawo Andrása Baki do sądu i przysługującą mu także na stanowisku prezesa Sądu Najwyższego swobodę wypowiedzi. Powodowi Trybunał przyznał 100 tysięcy euro odszkodowania i zwrotu kosztów.

## Życie prywatne
Wstąpił w związek małżeński, z którego urodziło się dwoje dzieci.